# Bengt Holmberg (teolog)
Bengt Holmberg, född 1942, är en svensk teolog.
Holmberg är präst i Svenska kyrkan (prästvigd i Visby 1966) och var professor i Nya Testamentets exegetik vid Lunds universitet 2000–2007. Lärare i ämnet var han från 1968, i huvudsak i Lund, men också i Oslo, Tanzania (sju år) och Jerusalem (tre år). Vid biskopsvalet i Göteborgs stift år 1991 erhöll han flest röster och placerades i första förslagsrummet men blev inte utnämnd av regeringen på grund av sin inställning i ämbetsfrågan.
Åren 2003–2005 fungerade Holmberg som dekan vid Teologiska fakulteten och Centrum för teologi och religionsvetenskap i Lund. Hans forskning har varit inriktad på det kyrkliga ämbetets rötter i den tidigaste kyrkan, användningen av sociologi inom NT:s exegetik, urkristen måltidsgemenskap och Jesusforskningens metodologi. 
Holmberg är ledamot av Kungliga Humanistiska Vetenskapssamfundet i Lund.  Han var en av stiftarna av Claphaminstitutet 2008 och har varit redaktör för Svensk pastoraltidskrift.
Han är far till biskop Andreas Holmberg.